# Il ladro di Venezia
Il ladro di Venezia è un film del 1950 diretto da John Brahm.

## Trama
Sgarbia, il Grande Inquisitore della Repubblica di Venezia, è a capo d'una potente fazione che vuol giungere al potere: con il Consiglio dei Dieci che lo appoggia, si candida al ruolo di capo di stato dopo aver fatto avvelenare il Doge in carica. Si sbarazza di tutti gli avversari politici, tra cui l'ammiraglio Pisani, impegnato in Mediterraneo nella lotta contro i turchi. Infatti, impedendo che i rinforzi arrivino alla flotta di Pisani, l'Inquisitore provoca la distruzione delle armate veneziane. Pisani, tornato in patria, è accusato di incapacità e diventa oggetto della furia del popolo. Il Grande Inquisitore mette al bando anche Lorenzo Contarini, portabandiera dell'Ammiraglio e cerca di indurre alle nozze la figlia di Pisani. Contarini trova rifugio tra i ladri di Venezia. Con il loro aiuto, libera i prigionieri politici e arma il popolino con i proventi di una serie di furti. A capo della plebe e dei rivoltosi, Contarini fa scoppiare la rivolta il giorno delle nozze del tiranno e, in duello, lo uccide.

## Produzione
Il film inizialmente venne prodotto da Giuseppe Barattolo per la Scalera Film Venezia, passando poi a La Sparta che lo terminò.
Il maestro d'armi è Enzo Musumeci Greco.